# 下東郷村
下東郷村（しもとうごうむら）は、鹿児島県の北西部、薩摩郡に属していた村。
1957年4月1日に下東郷村のうち大字田海の一部が高城村及び東郷町にそれぞれ分割編入され、残部が川内市に編入されたのに伴い、自治体としては消滅した。

## 地理
川内平野の北部、川内川の下流域に位置し、村域は東西2.18キロメートル、南北9.3キロメートルに及ぶ。北部の多くは山地となっており、南部は川内平野の一部を形成している。また、南東部には東郷町藤川から流れる川内川の支流である田海川が東郷町との境界部に流れ、川内川に合流している。
南部の中郷には中郷上池、中郷下池、天神池などの池が多くあり、川内川沿いにある水田の潅水に使用されている。
- 山：今村岡
- 河川：川内川、田海川
- 池：中郷上池、中郷下池、天神池

### 大字
下東郷村の大字は藩政時代の村を継承した田海、白浜、中郷の3大字があった。
1957年4月1日の分割編入により、川内市に編入された区域については「 大字の廃止及び町の新設」（鹿児島県告示）により大字田海は「田海町」、大字白浜は「白浜町」、大字中郷は「中郷町」となり、東郷町に編入された大字田海の区域については「 廃置分合に伴う字の名称変更」（鹿児島県告示）により編入された区域の大字田海を大字藤川に改称する手続きにより既に存在している大字藤川（現在の東郷町藤川）に編入した。また高城村に編入された区域も同様に「 大字名称変更」（鹿児島県告示）によって高城村に編入された区域の大字田海を大字城上に改称する手続きにより、既に存在している大字城上（現在の城上町）に編入した。
現在の薩摩川内市田海町、白浜町、中郷・中郷町の全域及び、運動公園町、原田町、東大小路町、城上町、東郷町藤川の各一部が廃止時の村域に当たる。

## 歴史
江戸時代には下東郷村に属していた田海村及び白浜村は東郷町（旧上東郷村）の区域と共に東郷（外城）のうちであった。田海村には郷士集落が形成され、白浜村には川内川の水運の中継地として浦町が形成されていた。
また、中郷村は中郷のうちであり、中郷の地名は平安時代末期から見える。外城としては江戸時代に東郷から分割され設置された外城であり、1村で1外城を形成していた。明治3年に中郷は東郷に統合された。

### 沿革
- 1889年（明治22年）4月1日 - 町村制施行により、東郷のうち田海村、白浜村、中郷村の3村の区域より薩摩郡下東郷村が成立[3]。
- 1890年（明治23年）6月30日 - 村役場を大字田海字今村1677番地へ移転[9]。
- 1931年（昭和6年） - 村役場を丸山公民館付近から大字田海1556番地へ移転。新庁舎は川内中学校（現在の鹿児島県立川内高等学校の前身）の旧校舎を譲り受けた[3]。
- 1954年（昭和29年）4月 - 村域を分割せずに川内市に全区域を編入する「全村川内市合併」が下東郷村議会で決議される[10]。
- 1955年（昭和30年）3月2日 - 下東郷村全域の川内市編入について鹿児島県合併促進審議会の結論が出されないことを理由に合併を延期することを川内市長が決定[11]。
- 1957年（昭和32年）
  - 3月11日 - 高城村議会が下東郷村の一部編入を議決[2]。
  - 3月12日 - 東郷町議会が下東郷村の一部編入を議決[2]。
  - 3月13日 - 下東郷村議会が川内市・高城村・東郷町への編入を議決[2]。
  - 3月15日 - 川内市議会が下東郷村の一部編入を議決[2]。
  - 3月28日 - 鹿児島県議会が下東郷村の一部を川内市・高城村・東郷町へ編入することを議決[2]。
  - 3月31日 - 「 市町村の廃置分合」（総理府告示）が官報に掲載される。
  - 4月1日 - 大字田海の一部を高城村大字城上（現在の城上町）、東郷町大字藤川（現在の東郷町藤川）に編入し、残部にあたる大字田海の一部と大字白浜・大字中郷の全域を川内市に編入[12]。
高城村に編入した地域のうち、特に下之段地区では消防・小学校（吉川小学校）を高城村側と共同運営しており、日常面でも高城村と密接な関係にあった[13]。高城村役場は下東郷村役場の職員2名を受け入れ[14]、1名は上東郷村（後の東郷町）、その他の全職員は川内市に受け入れられた[15]。

## 行政
- 村長：有西一郎（1956年 - 1957年3月31日）[16]

### 歴代村長
町村制施行以降の村長を記載する。『川内市史 下』の表記に基づく。但し、旧字体については新字体に置換えた。
| 代 | 氏名         | 就任期間        |
| -- | ------------ | --------------- |
| 初 | 川口盛吉     | 1889年 - 1890年 |
| 2  | 浜田治右衛門 | 1890年 - 1899年 |
| 3  | 早崎慶之丞   | 1899年 - 1904年 |
| 4  | 若松源八郎   | 1904年 - 1908年 |
| 5  | 田代十太郎   | 1908年 - 1927年 |
| 6  | 鳥越巌       | 1927年 - 1931年 |
| 7  | 鎌田仁志     | 1931年 - 1946年 |
| 8  | 有西一郎     | 1946年 - 1947年 |
| 9  | 大島敬吉     | 1947年 - 1951年 |
| 10 | 若松連       | 1951年 - 1956年 |
| 11 | 有西一郎     | 1956年 - 1957年 |

## 人口
以下の人口遷移表は『川内市史 下』の別紙の記述に基づく。但し、町村制が施行される以前の人口は三村（田海村、白浜村、中郷村）の合計となっている。
凡例
|  | 人口（人） |

| 1882年 | 2,997 |  |
| 1902年 | 3,470 |  |
| 1912年 | 4,074 |  |
| 1922年 | 4,318 |  |
| 1935年 | 3,693 |  |
| 1947年 | 4,704 |  |
| 1955年 | 4,328 |  |

## 地域

### 教育

#### 中学校
- 下東郷村立下東郷中学校（1991年に川内市立高城東中学校と統合し薩摩川内市立平成中学校となる）

#### 小学校
- 下東郷村立八幡小学校
- 下東郷村立育英小学校
- 高城村下東郷村組合立吉川小学校（のちの薩摩川内市立吉川小学校（閉校））
1920年（大正9年）に高城村と下東郷村による一部事務組合立となり、分割合併時には高城村に継承された[17]。

## 交通

### 鉄道
- 日本国有鉄道宮之城線
  - 薩摩白浜駅（1948年（昭和23年）5月開設[18]）

### 道路
1957年当時は村内を通る国道はなく、1963年に主要地方道人吉川内線が二級国道人吉川内線（国道267号）に指定され、1965年に一般国道に昇格し国道267号となった。

#### 主要地方道
- 人吉川内線（国道267号の前身）

#### 一般県道
- 山崎川内線
- 東郷西方港線

### 渡船
- 白浜渡し（川内川、大字白浜～大字田海）[19]
大字白浜の児童・生徒が川内川の対岸にある下東郷中学校・八幡小学校へ通学する際に使用されていた[19]。